# Тайфуркьой (вилает Чанаккале)
Вижте пояснителната страница за други значения на Тайфуркьой.
Тайфуркьой (на турски: Tayfurköy; на гръцки: Ταϊφίρι, Тайфири или Ταϊφίρ, Тайфир) е село в Източна Тракия, Турция, Вилает Чанаккале.

## География
Селото се намира на Галиполския полуостров, на 30 километра югозападно от град Галиполи.

## История
В 19 век Тайфуркьой е гръцко село в Галиполски санджак на Одринския вилает на Османската империя. През 1922 година след краха на Гърция в Гръцко-турската война жителите на Тайфуркьой се изселват в Гърция по силата на Лозанския договор. Част от тях се заселват в ениджевардарските села Сарбегово и Обор.